# イワン・ブラゴフ
イワン・ブラゴフ（英語: Ivan Blagov、ロシア語: Иван Благов、1986年1月31日 - ）は、ロシア、モスクワ出身、アゼルバイジャンのフィギュアスケート選手（男子シングル）。2007年欧州選手権アゼルバイジャン代表。

## 主な戦績
| 大会/年      | 2003-04 | 2006-07 |
| ------------ | ------- | ------- |
| 欧州選手権   |         | 31      |
| ロシア選手権 | 16      |         |

### 詳細
| 2006-2007 シーズン   |                                                        |          |    |      |
| 開催日               | 大会名                                                 | SP       | FS | 結果 |
| 2007年1月22日 - 28日 | 2007年ヨーロッパフィギュアスケート選手権（ワルシャワ） | 31 39.46 | -  | 31   |